# Lobelia holotricha
Lobelia holotricha är en klockväxtart som beskrevs av Franz Elfried Wimmer. Lobelia holotricha ingår i släktet lobelior, och familjen klockväxter.
Artens utbredningsområde är Peru. Inga underarter finns listade i Catalogue of Life.